# Ichenhausen
Ichenhausen ist eine Stadt im schwäbischen Landkreis Günzburg in Bayern und Sitz der Verwaltungsgemeinschaft Ichenhausen.

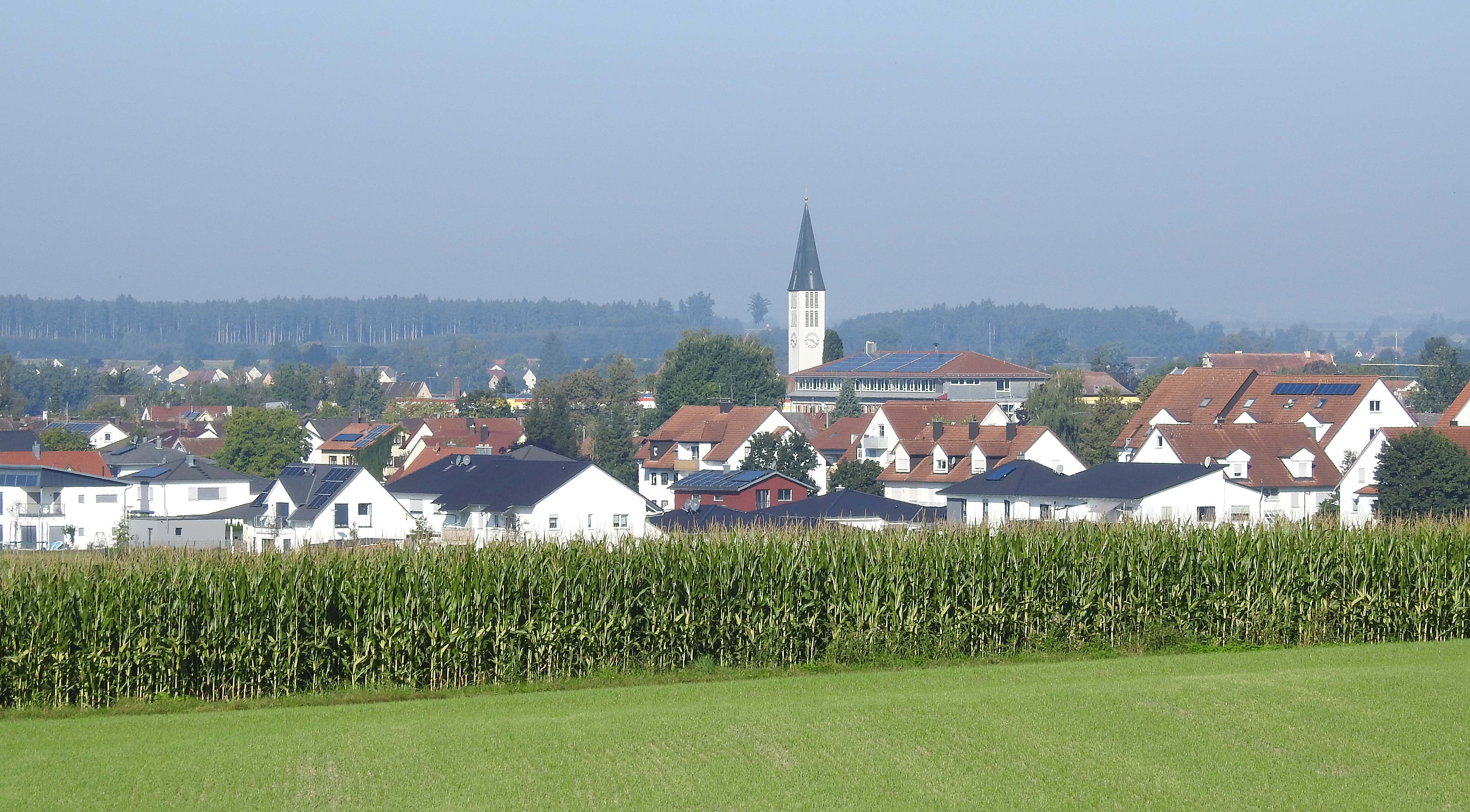
Ichenhausen von Osten

## Geografie

### Lage und Verkehr
Die Stadt liegt an der Günz, einem rechten Nebenfluss der Donau und hat einen Bahnhof an der Mittelschwabenbahn von Günzburg über Krumbach nach Mindelheim. Durch Ichenhausen führt die Bundesstraße 16.

### Stadtgliederung
Es gibt 6 Gemeindeteile (in Klammern sind der Siedlungstyp und die Einwohnerzahl (Stand 1. Mai 2014) angegeben):
- Autenried (Pfarrdorf, 583 E.)
- Deubach (Kirchdorf, 340 E.)
- Hochwang (Pfarrdorf, 1385 E.)
- Ichenhausen (Hauptort, 5327 E.)
- Oxenbronn (Kirchdorf, 640 E.)
- Rieden an der Kötz (Pfarrdorf, 650 E.)

## Geschichte

### Bis zur Neuzeit
1032 erfolgt die erste urkundliche Erwähnung eines Mangold von Ichenhausen. 1392 kommt es zur Einweihung einer mittelalterlichen Pfarrkirche. 1406 erfolgte die Verleihung der Marktrechte unter der Ortsherrschaft der Herren von Roth, die seit dem frühen 14. Jahrhundert als Lehensherr des Ortes bekannt sind. 1574 erwarben die Reichsfreiherren vom Stain von Rechtenstein zu Niederstotzingen den Ort. Nach 1652 teilten die Brüder Johann Joachim und Johann Andreas vom Stain Ichenhausen in zwei Herrschaften, den oberschlossigen und den unterschlossigen Ortsteil, jeweils mit eigenen Verwaltungen. 1784 wurden die beiden Ortsteile wiedervereinigt. Mit der Rheinbundakte 1806 kam der Ort zum Königreich Bayern und wurde durch das Gemeindeedikt von 1818 eine Patrimonialgemeinde, die bis 1843 bestand.

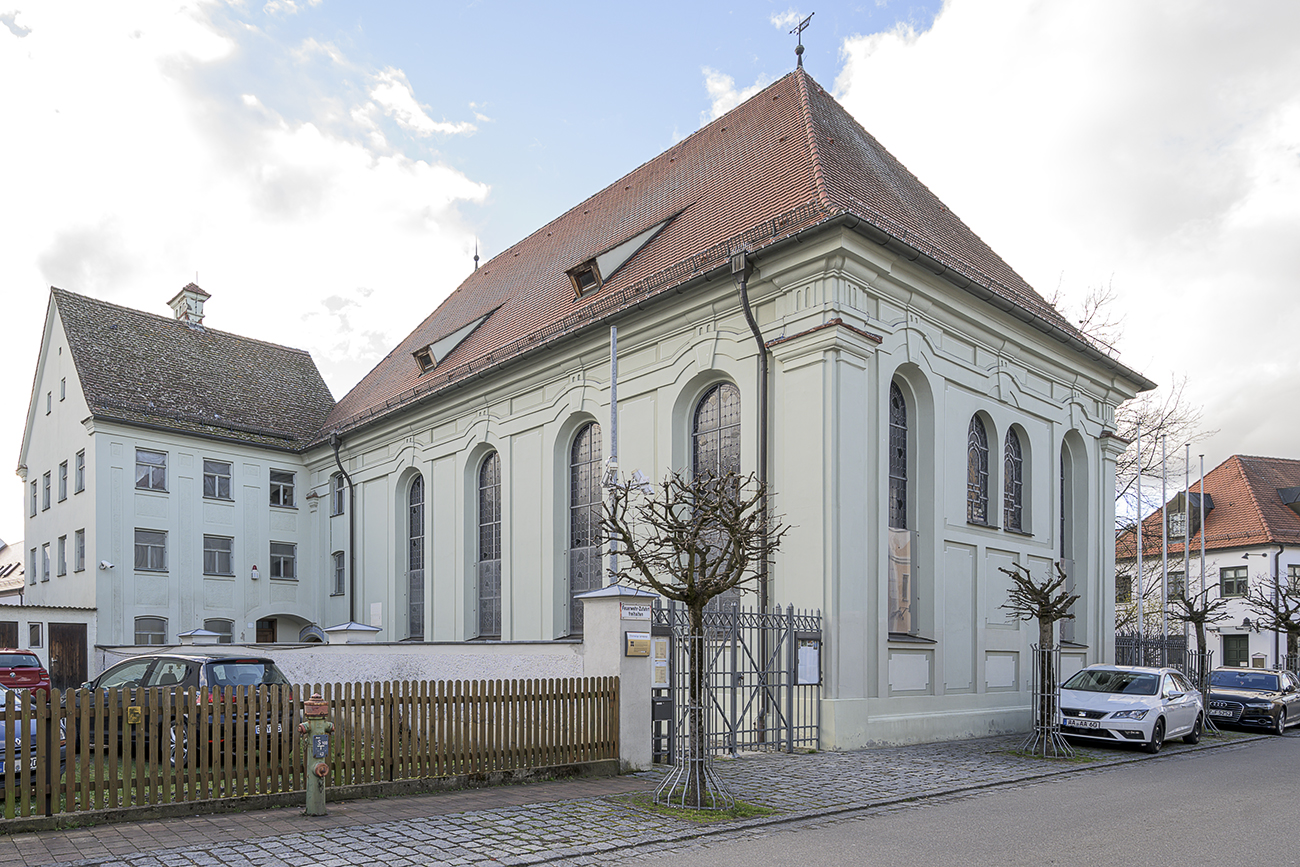
Ichenhausen, ehemalige Synagoge, heute Haus der Begegnung

Seit Jahrhunderten lebten jüdische Familien im Ort, die sich an der Straße nach Krumbach einen eigenen jüdischen Friedhof einrichteten und in der Vorderen Ostergasse 24 im Jahr 1687 eine Synagoge erbauten. Diese wurde 1781 erneuert.

### 20. Jahrhundert
1913 wurde Ichenhausen zur Stadt erhoben. 1933 waren 13 % der Einwohner jüdischen Bekenntnisses. Beim Novemberpogrom 1938 wurde das jüdische Gotteshaus und der jüdische Friedhof am 10. November organisiert durch die Günzburger NSDAP-Kreisleitung verwüstet. In einem Strafprozess vor dem Landgericht Memmingen wurden 1948 deshalb sieben Personen zu Gefängnisstrafen verurteilt.
Zahlreiche jüdische Bürger siedelten in größere Städte um, wo sie sich in der Anonymität sicherer fühlten, oder emigrierten ins Ausland. Die zurückbleibenden wurden am 1. April 1942 (84 Menschen nach Lublin), am 6. August 1942 (28 Menschen nach Theresienstadt) und am 8. März 1943 (zehn Menschen nach Auschwitz) deportiert und umgebracht; es überlebte nur eine Frau.
Auf dem Jüdischen Friedhof wurden 18 KZ-Häftlinge des KZ-Außenlagers Burgau begraben.

### Der Einsturz des Kirchturms
1964 wurde das Langhaus der alten katholischen Pfarrkirche St. Johannes Baptist erweitert und zum Teil neu gebaut. Allerdings sollte der Kirchturm erhalten bleiben. Dieser stürzte infolge der Umbauarbeiten an der Kirche am Ostermontag des Jahres 1964 ein. Personen wurden nicht verletzt. Im katholischen Pfarrheim der Gemeinde hängt über dem Haupteingang ein Zeiger der damaligen Kirchturmuhr.

### Eingemeindungen
Im Zuge der Gebietsreform wurde am 1. Januar 1971 Hochwang eingemeindet. Am 1. Juli 1971 kam Oxenbronn hinzu. Am 1. Mai 1978 folgten dann noch die Gemeindeteile Autenried, Deubach und Rieden an der Kötz.

### Einwohnerentwicklung
Zwischen 1988 und 2018 wuchs die Stadt von 7203 auf 9148 um 1945 Einwohner bzw. um 27 %.

## Politik

### Stadtrat und Bürgermeister
Der Stadtrat hat 20 Mitglieder. Er setzt sich seit der Kommunalwahl 2020 wie folgt zusammen:
- CSU: 9 Sitze (44,0 %)
- Freie Wähler: 7 Sitze (35,6 %)
- Liste Ichenhauser Bürger / Bündnis 90/Die Grünen: 2 Sitze (11,5 %)
- SPD: 2 Sitze (8,9 %)

In der Amtszeit 2014 bis 2020 war der Stadtrat wie folgt besetzt:
- CSU: 11 Sitze
- Freie Wählervereinigung: 6 Sitze
- SPD: 3 Sitze

Bürgermeister ist seit 1. Mai 2014 Robert Strobel (CSU / FWV / SPD); dieser wurde bei der Wahl am 15. März 2020 mit 86,5 % der Stimmen für weitere sechs Jahre bestätigt.
Hans Klement hatte das Amt von 1996 bis 2014 inne.

### Wappen
| Wappen von Ichenhausen | Blasonierung: „Gespalten; vorne in Rot ein silberner Windhund mit goldenem Halsband, hinten geviert; 1 und 4: in Gold übereinander drei schwarze Wolfsangeln, 2 und 3: in Gold ein von Rot und Silber in drei Reihen gerauteter Schräglinksbalken“ |
| Wappen von Ichenhausen | Wappenbegründung: Aus dem Jahr 1643 ist ein Siegelabdruck überliefert, der von einem Siegel vermutlich aus der Zeit um 1500 stammt. In dem gespaltenen Schild steht vorne ein Windhund, hinten ein Balken. Der Windhund deutet auf die Herren von Roth. Die Adelsfamilie ist seit dem frühen 14. Jahrhundert als Lehensherr des Ortes bekannt. Im Jahr 1406 erwirkten sie für den Ort die Marktrechte. Ichenhausen wurde zum Mittelpunkt ihrer Herrschaft. 1574 kam Ichenhausen an die Freiherren vom Stain von Rechtenstein zu Niederstotzingen. Bis 1843 behielten diese die Ortsherrschaft. Im späten 17. Jahrhundert entstand ein zweites Siegel mit dem heutigen Wappen. Es zeigt nun die Wolfsangeln, die dem Wappen der Herren vom Stain von Rechtenstein entnommen sind. Die gerauteten Schrägbalken sind aus dem Wappen der Familie Goß, die mit den Freiherren vom Stain verwandt ist. |

### Partnerstädte
Ichenhausen hat drei Partnerstädte:
- Valeggio sul Mincio in Italien seit 1982, südlich des Gardasees zwischen den Touristenzentren Verona und Mantua gelegen
- Changé im französischen Département Mayenne seit 1994
  - 2010 trat die Nachbarkommune von Changé, die Gemeinde Saint-Germain-le-Fouilloux, dieser Partnerschaft bei.

## Sehenswürdigkeiten

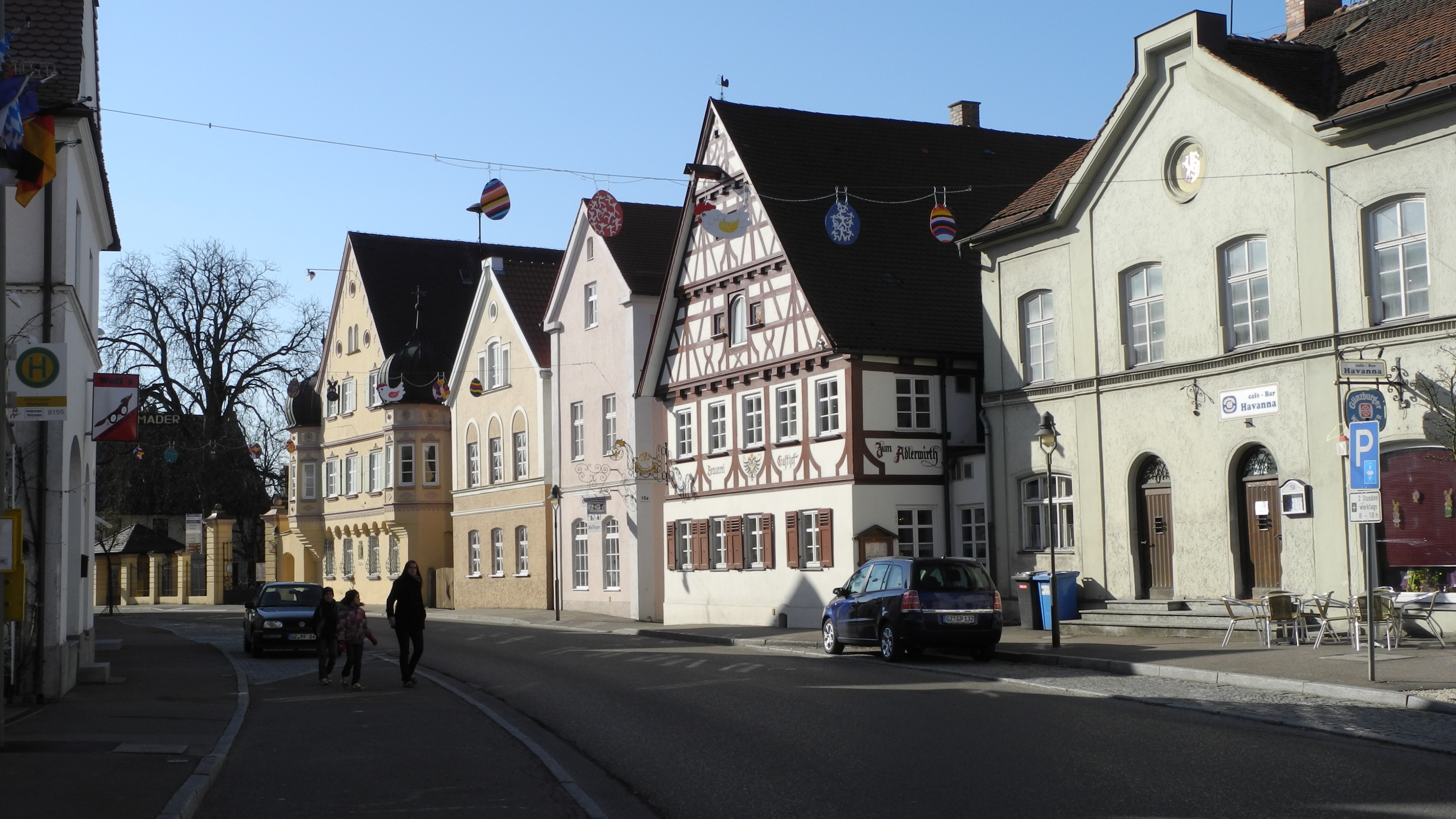
Ortszentrum Ichenhausens

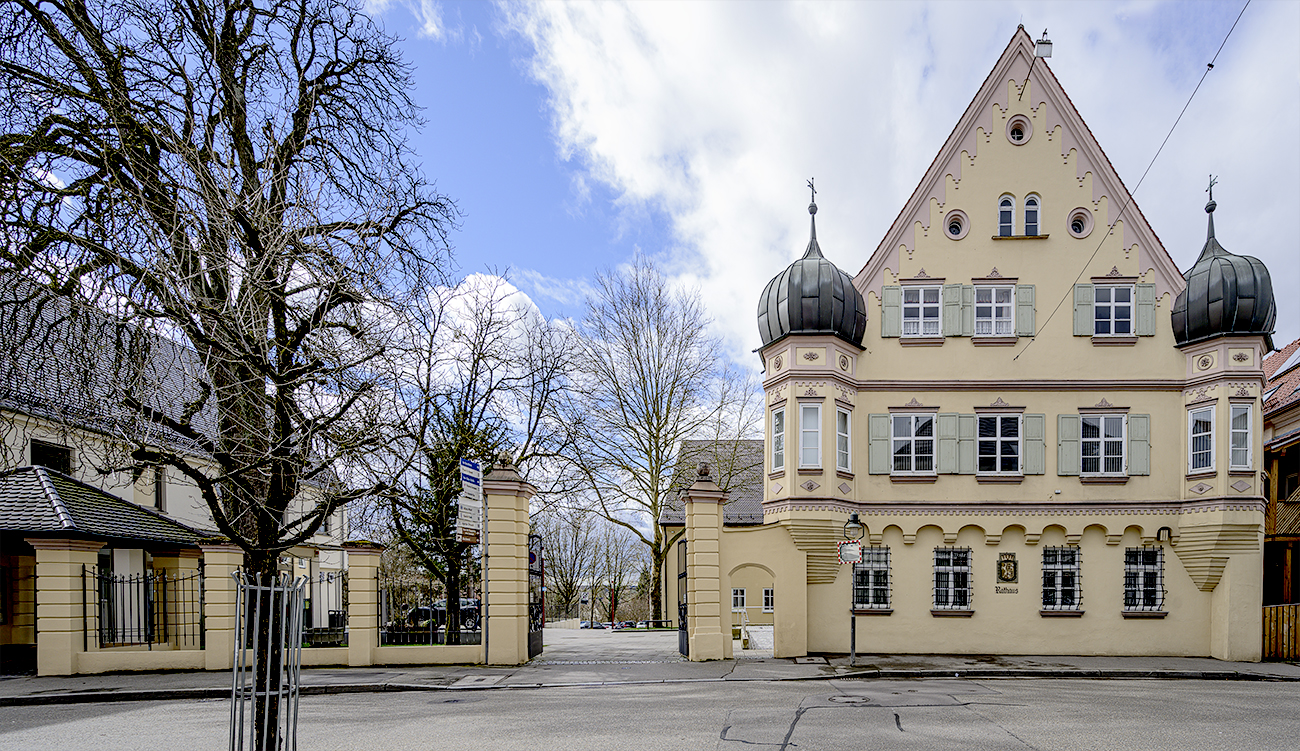
Ichenhausen, Rathaus

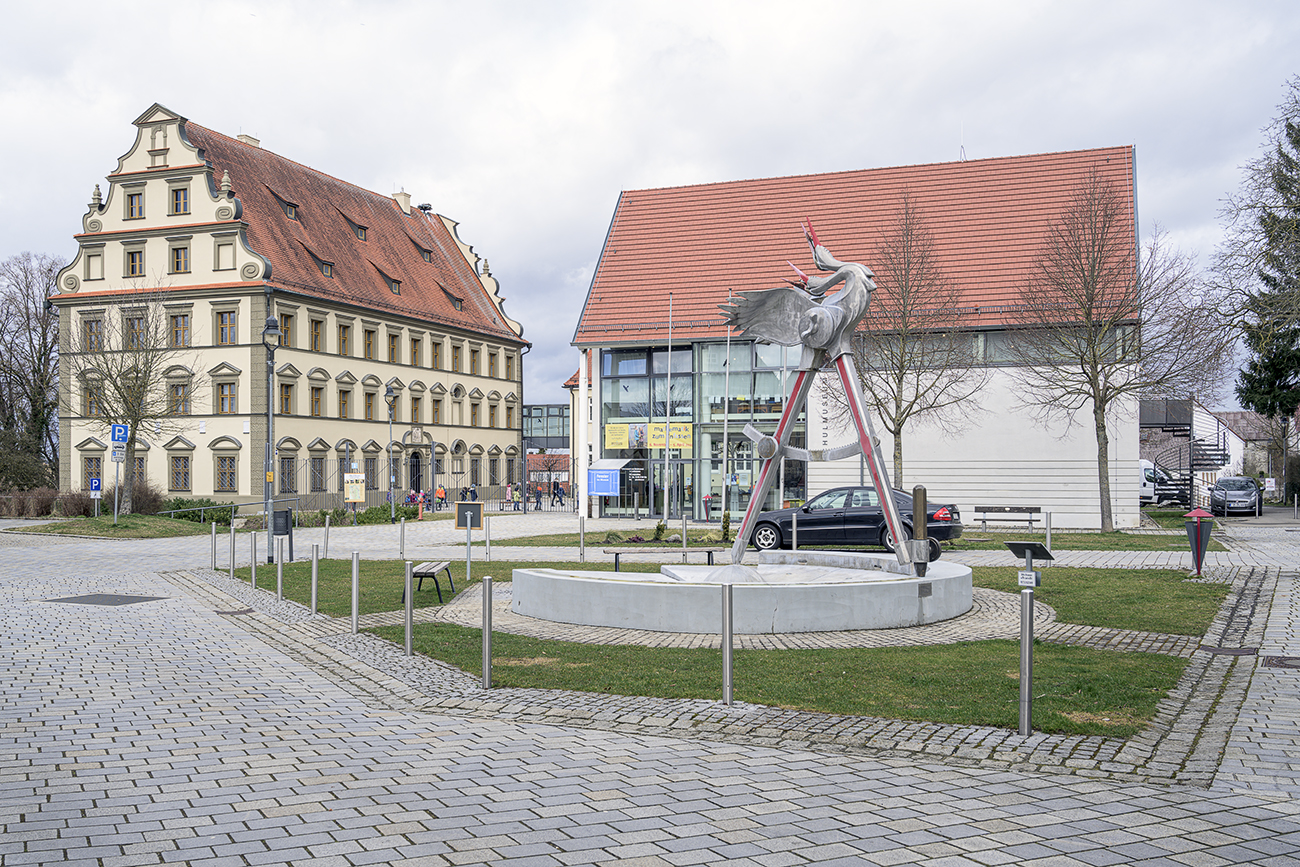
Bayrisches Schulmuseum – am Schlossplatz (das linke Gebäude ist das Untere Schloss, Teil des Museums)

In Ichenhausen befindet sich das Bayerische Schulmuseum, ein Zweigmuseum des Bayerischen Nationalmuseums.
Als weiteres Kulturgut gilt in Ichenhausen die Synagoge, die nach dem Zweiten Weltkrieg als Feuerwehrhaus diente und erst Ende der 1980er Jahre als „Haus der Begegnung“ hergerichtet wurde. Ebenfalls gehört der jüdische Friedhof zu den Sehenswürdigkeiten. Im Ortsteil Autenried befindet sich das Schloss Autenried aus den Anfängen des 18. Jahrhunderts mit einem Ikonenmuseum und einer Bibliothek.

## Wirtschaft und Infrastruktur

### Unternehmen
- Bader GmbH & Co. KG (Niederlassung)
- Creaton AG im Stadtteil Autenried
- scheppach Fabrikation von Holzbearbeitungsmaschinen GmbH
- Raiffeisenbank Ichenhausen

Es gibt eine Reihe weiterer mittelständischer Unternehmen vor Ort, darunter die Schlossbrauerei Autenried, die swissplast GmbH sowie diverse Autohäuser.

### Medizinische Einrichtungen
In Ichenhausen befindet sich eine Fachklinik für physikalische Medizin und medizinische Rehabilitation mit den Fachabteilungen Orthopädie/Traumatologie, Neurologie/Neuropsychologie, Innere Medizin und Rheumatologie. Die Fachklinik Ichenhausen hat mehrere Fachbereiche und ist zudem anerkannte Parkinson-Fachklinik. Sie gehört zur m&i-Klinikgruppe Enzensberg.
Das Ernst-Ott-Seniorenzentrum, eine gerontopsychiatrische Fachpflegeeinrichtung der Ökumenischen Sozialstation im Landkreis Günzburg, grenzt an den Hindenburgpark am südlichen Stadtrand.

### Bildungs- und Kultureinrichtungen
- Grundschule Ichenhausen
- Freiherr-von-Stain-Mittelschule (MS)
- Hans-Maier-Realschule – Staatliche Realschule Ichenhausen
- Heinrich-Sinz-Schule – Sonderpädagogisches Förderzentrum Hochwang
- Sing- und Musikschule der Stadt Ichenhausen
- Stiftung ehemalige Synagoge – Haus der Begegnung
- Volkshochschule Günzburg e. V. – Außenstelle Ichenhausen
- Dilldapper Bühne

### Sport
Fußball- bzw. Breitensportvereine sind der Sport-Club Ichenhausen, der Turnverein von 1884 Ichenhausen und der Sportverein Hochwang 1966. Seit 1980 gibt es unter dem Namen FC Grünweiss Ichenhausen einen Fußballverein mit jenischem Selbstverständnis. Es ist der mit Abstand älteste Zusammenschluss von Jenischen in Deutschland. Weitere Sportklubs sind der Tennis-Club Rot-Weiß e. V. Ichenhausen, der Sportkegelklub und insgesamt 4 Schützenvereine.

## Persönlichkeiten

### Ehrenbürger
- Benno Bichler (* 28. Dezember 1881 in Wallershausen; † 1. Juni 1956 in Günzburg), katholischer Priester, Ehrenbürger in Autenried
- Georg Fackler (* 2. Januar 1918 in Taiting; † 21. Dezember 2009 in Krumbach), Unternehmer und 2. Bürgermeister von 1980 bis 1984, Ehrenbürger seit 1984
- Michael Gastel (* 3. Januar 1894 in Autenried; † 1977), Bürgermeister in Autenried von 1938 bis 1945 und 1952 bis 1954, Ehrenbürger in Autenried seit 1954
- Hubert Hafner (* 18. Juli 1952 in Ichenhausen), 1. Bürgermeister von 1990 bis 1996 und Landrat des Landkreises Günzburg von 1996 bis 2020, Ehrenbürger seit 2024
- Adolf Hitler (* 20. April 1889 in Braunau am Inn; † 30. April 1945 in Berlin), Diktator des Deutschen Reichs (1933–1945), Ehrenbürger seit 27. April 1933. Am 8. Oktober 2019 hat sich der Stadtrat einstimmig und ausdrücklich von diesem Beschluss distanziert.[15]
- Xaver Hohensteiner (* 5. Februar 1832 in Ichenhausen; † 18. November 1925 in Augsburg), Gendarmerie-Hauptmann a. D. in Augsburg, Ehrenbürger seit 1911
- Hans Klement (* 13. November 1951 in Günzburg), 1. Bürgermeister von 1996 bis 2014, Ehrenbürger seit 2025
- Karl Königsdorfer (* 1909 in Lauingen; † 1986), katholischer Priester, Dekan und Stadtpfarrer in Ichenhausen, Ehrenbürger seit 1976
- Hans Maier (* 18. Juni 1931 in Freiburg im Breisgau), Politikwissenschaftler und Politiker (CSU), ehemaliger bayerischer Kultusminister, Ehrenbürger seit 1986
- Johann Nepomuk Moll (* 1842 in Ichenhausen; † 5. September 1911), Kaufmann und Bürgermeister von 1870 bis 1903, Ehrenbürger seit 1895
- Ernst Ott (* 29. Februar 1912; † 5. Juli 1987), Unternehmer und Bürgermeister in Autenried von 1954 bis 1956, Ehrenbürger in Autenried seit 1975, nach der Eingemeindung auch in Ichenhausen seit 1978
- Martha Ott (* 29. März 1923 in Schramberg; † 18. Oktober 2007 in Günzburg), Unternehmerin in Autenried, Ehrenbürgerin seit 1998
- Moritz Schmid (* 1919 in Ichenhausen; † 2000), Unternehmer und 2. Bürgermeister von 1984 bis 1990, Ehrenbürger seit 1993
- Heinrich Sinz (* 10. April 1871 in Hürben; † 14. März 1951 in Ichenhausen), katholischer Priester, Dekan und Stadtpfarrer in Ichenhausen, Ehrenbürger seit 1925
- Michael Sulzer (* 13. Juni 1831 in Ichenhausen; † 17. April 1916 in Ichenhausen), Fabrikant, Magistratsrat und Vorstand der jüdischen Gemeinde, Ehrenbürger seit 1911
- Alfons Maria Lignori Wiedemann (* 1. September 1842 in Ichenhausen; † 24. März 1920), katholischer Priester, Ehrenbürger seit 1918

### Söhne und Töchter der Stadt
- Lewis (Louis) Gerstle (* 17. Dezember 1824 in Ichenhausen; † 19. November 1902 in San Francisco), kalifornischer Geschäftsmann und einer der Gründer der Alaska Commercial Company. 1845 in die USA emigriert.
- Rafael Frank (* 11. März 1867 in Ichenhausen; † 9. März 1920 in Leipzig), Typograf, seine Schrifttype wurde zur wichtigsten hebräischen Schrift im 20. Jahrhundert.
- Anton Hilble (1. Februar 1878 in Ichenhausen; † 7. Oktober 1960 in München), Präsident des bayerischen Landesvermessungsamtes
- Gregor Ebner (* 24. Juni 1892 in Ichenhausen; † 22. März 1974 in Wolfratshausen), praktischer Arzt, fungierte in der Zeit des Nationalsozialismus als ärztlicher Leiter aller Heime des Lebensborn e. V.
- Arnold Erlanger (* 22. Juli 1916 in Ichenhausen; † 11. Februar 2007 in Melbourne), jüdischer Überlebender mehrerer NS-Lager und ein wichtiger Zeitzeuge
- Max Heider (* 31. Januar 1922 in Ichenhausen; † 10. Januar 1975 in Graz), Dirigent und Professor an der Musikakademie Graz.
- Josef Bestler (* 13. Mai 1925 in Deubach, heute Stadtteil von Ichenhausen; † 1. März 2018), Politiker (CSU), ehemaliger Landrat des Landkreises Aichach, bzw. Landkreises Aichach-Friedberg
- Robert Domes (* 27. Oktober 1961 in Ichenhausen), Journalist und Autor
- Wulf Dorn (* 20. April 1969 in Ichenhausen), Schriftsteller und Thriller-Autor
- Andreas Pyka (* 7. Mai 1969 in Ichenhausen), deutscher Wirtschaftswissenschaftler und Hochschullehrer für Innovationsökonomie
- Alfred Sauter (* 3. August 1950 in Oxenbronn, heute Stadtteil von Ichenhausen), Politiker (CSU), ehemaliger bayerischer Justizminister
- Claudia Maria Pecher (* 1976 in Ichenhausen), Literaturwissenschaftlerin und Autorin

### Sonstige Persönlichkeiten
- Ernst Hardt (* 9. Mai 1876 in Graudenz, Westpreußen; † 3. Januar 1947 in Ichenhausen), Schriftsteller, Übersetzer und Theaterintendant.
- Joseph Ehrenfried Hofmann (* 7. März 1900 in München; † 7. Mai 1973 in Günzburg), Mathematikhistoriker, wohnte zuletzt in Ichenhausen und liegt dort begraben.
- Gerhard Frank (* 25. November 1912 in Buttenwiesen; † 1. Oktober 1944 im KZ Auschwitz), Distriktrabbiner
- Hans Wolff (* 20. Dezember 1938 in Leipzig; † 17. November 2023), Wissenschaftler, Rektor der Universität Ulm und Gründungspräsident der Dualen Hochschule Baden-Württemberg